# Новая Украина (Ростовская область)
Но́вая Украи́на — хутор в Родионово-Несветайском районе Ростовской области.
Входит в состав Большекрепинского сельского поселения.

## География
На хуторе имеются две улицы — Колхозная и Луговая.

## Население
| 2010 |
| ---- |
| 6    |